# Tensei Kizoku Kantei Sukiru de Nariagaru
Tensei Kizoku Kantei Sukiru de Nariagaru: Jakushō Ryōchi o Uketsuidanode, Yūshūna Jinzai o Fuyashite Itara, Saikyō Ryōchi ni Natteta (転生貴族、鑑定スキルで成り上がる　～弱小領地を受け継いだので、優秀な人材を増やしていたら、最強領地になってた～?), también conocida como As a Reincarnated Aristocrat, I'll Use My Appraisal Skill to Rise in the World, es una serie de novelas ligeras japonesas escritas por Miraijin A. La serie se originó en el sitio web de publicación de novelas generadas por usuarios Shōsetsuka ni Narō el 31 de octubre de 2019, antes de publicarse impresa con ilustraciones de Jimmy bajo el sello Kondansha Ranobe Books de Kōdansha a partir del 2 de julio de 2020, y hasta el momento se han publicado tres volúmenes. Una adaptación a manga, ilustrada por Natsumi Inoue, comenzó a serializarse en el sitio web Magazine Pocket de Kōdansha el 26 de junio de 2020, y hasta el momento se ha recopilado en nueve volúmenes tankōbon. Una adaptación de la serie de televisión de anime producida por studio MOTHER se emitió de abril a junio de 2024. Una segunda temporada se estrenó en septiembre del mismo año.

## Sipnosis
Un asalariado japonés muere y reencarna en otro mundo como Ars Louvent, heredero de una familia noble y descubre que también posee la habilidad de valorar los talentos y aptitudes de otras personas. Con sus poderes especiales, Ars identifica y convence a personas poderosas que sobresalen en diversas materias, desde la magia y el manejo de la espada hasta la estrategia y la diplomacia, para que se conviertan en sus sirvientes y aliados en preparación para una guerra inminente por la sucesión al trono.

## Personajes
Ars Louvent (アルス・ローベント Arusu Rōbent?)
Seiyū: Natsumi Fujiwara
Siendo heredero de la Casa Louvent, Ars es un noble que es la reencarnación de un asalariado japonés que posee la capacidad de evaluar a otros individuos y medir sus talentos. Haciendo uso de sus poderes, Ars comienza a reclutar a individuos notables con habilidades notables como sus vasallos para reforzar la fuerza de combate de su propiedad en preparación para una guerra inminente por la sucesión al trono.
Ritsu Muses (リーツ・ミューセス Rītsu Myūsesu?)
Seiyū: Taito Ban
Originalmente un huérfano de la raza Marca que sufre discriminación por parte de otras razas en el país, es reclutado por Ars como su primer vasallo, a pesar de los prejuicios de los demás, Ritsu posee un don excepcional para el combate y el liderazgo, ganándose finalmente la confianza del resto de la familia Louvent y convertirse en comandante de su ejército.
Charlotte Wraith (シャーロット・レイス Shārotto Reisu?)
Seiyū: Narumi Kaho
Otra huérfana rescatada y acogida por Ars, destaca en la magia y se convierte en líder del pelotón de magos de la familia Louvant.
Rosell Kischa (ロセル・キーシャ Roseru Kīsha?)
Seiyū: Miho Okasaki
Un niño que vive en el territorio de la familia Louvent, es reclutado por Ars debido a su don natural como táctico, y eventualmente se convierte en el estratega de su ejército.
Lysia Plaid (リシア・プレイド Risha Pureido?)
Seiyū: Kana Hanazawa
La prometida arreglada de Ars que sobresale en política y diplomacia. Ars desconfía de ella al principio debido a su alta ambición, lo que la hace propensa a engañar y traicionar a los demás, pero eventualmente se enamora de Ars y decide apoyarlo con sus habilidades, convirtiéndose en su esposa.
Raven Louvent (レイヴン・ローベント Reivun Rōbento?)
Seiyū: Hiroki Tōchi
Mireille Grangeon (ミレーユ・グランジオン Mirēyu Guranjion?)
Seiyū: Hitomi Nabatame
Fam (ファム Famu?)
Seiyū: Haruka Tomatsu

## Contenido de la obra

### Novela ligera
Tensei Kizoku Kantei Sukiru de Nariagaru es escrita por Miraijin A. La novela ligera comenzó a publicarse en el sitio web de publicación de novelas generadas por usuarios Shōsetsuka ni Narō el 31 de octubre de 2019. La serie fue adquirida más tarde por Kōdansha, quien publicó la serie con ilustraciones de Jimmy bajo su sello Kodansha Ranobe Books a partir del 2 de julio de 2020, y hasta el momento se han lanzado tres volúmenes.
En marzo de 2022, Kodansha USA anunció que también obtuvo la licencia de la serie de novelas ligeras para su publicación en inglés.
| Volúmenes de novelas ligeras publicadas | Volúmenes de novelas ligeras publicadas | Volúmenes de novelas ligeras publicadas |
| Número                                  | Fecha de publicación                    | ISBN                                    |
| --------------------------------------- | --------------------------------------- | --------------------------------------- |
| 1                                       | 2 de julio de 2020                      | ISBN 978-4-06-520422-1                  |
| 2                                       | 4 de enero de 2021                      | ISBN 978-4-06-522062-7                  |
| 3                                       | 2 de septiembre de 2021                 | ISBN 978-4-06-524910-9                  |
| 4                                       | 2 de diciembre de 2022                  | ISBN 978-4-06-529661-5                  |
| 5                                       | 1 de julio de 2023                      | ISBN 978-4-06-532067-9                  |

### Manga
Una adaptación de manga, ilustrada por Natsumi Inoue, comenzó a serializarse en Magazine Pocket el 26 de junio de 2020. Kōdansha recopila sus capítulos individuales en volúmenes tankōbon. El primer volumen se publicó el 9 de noviembre de 2020, y hasta el momento se han lanzado nueve volúmenes.
En noviembre de 2021, Kodansha USA anunció que obtuvo la licencia del manga para su publicación en inglés, y el primer volumen se lanzó en septiembre de 2022.
| Volúmenes de manga publicados | Volúmenes de manga publicados | Volúmenes de manga publicados |
| Número                        | Fecha de publicación          | ISBN                          |
| ----------------------------- | ----------------------------- | ----------------------------- |
| 1                             | 9 de septiembre de 2020       | ISBN 978-4-06-521299-8        |
| 2                             | 9 de febrero de 2021          | ISBN 978-4-06-522356-7        |
| 3                             | 7 de mayo de 2021             | ISBN 978-4-06-523160-9        |
| 4                             | 6 de agosto de 2021           | ISBN 978-4-06-524476-0        |
| 5                             | 9 de noviembre de 2021        | ISBN 978-4-06-525988-7        |
| 6                             | 9 de febrero de 2022          | ISBN 978-4-06-526906-0        |
| 7                             | 9 de mayo de 2022             | ISBN 978-4-06-527844-4        |
| 8                             | 9 de agosto de 2022           | ISBN 978-4-06-528664-7        |
| 9                             | 9 de noviembre de 2022        | ISBN 978-4-06-529715-5        |
| 10                            | 9 de febrero de 2023          | ISBN 978-4-06-528664-7        |
| 11                            | 9 de mayo de 2023             | ISBN 978-4-06-531595-8        |
| 12                            | 8 de agosto de 2023           | ISBN 978-4-06-532595-7        |

### Anime
El 9 de mayo de 2023 se anunció una adaptación de la serie de televisión de anime. Está producida por studio MOTHER y dirigida por Takao Kato, con guiones escritos por Yasuhiro Nakanishi, diseños de personajes a cargo de Yūko Yahiro y música compuesta por Kujira Yumemi.
La serie se estrenó el 7 de abril de 2024 en el bloque de programación Agaru Anime de CBC y TBS. El tema de apertura, "Blue Days", es interpretado por True. Crunchyroll obtuvo la licencia de la serie fuera de Asia.
Tras el episodio final de la primera temporada, se anunció una segunda temporada, que se estrenó el 29 de septiembre del mismo año, en el mismo bloque de programación.

## Recepción
La novela web tiene más de 30 millones de visitas.
En el Next Manga Award 2021, el manga ganó el Premio U-Next y ocupó el puesto 18 en la categoría de manga web.